# Searsia gueinzii
Searsia gueinzii är en sumakväxtart som först beskrevs av Otto Wilhelm Sonder, och fick sitt nu gällande namn av Fred Alexander Barkley. Searsia gueinzii ingår i släktet Searsia och familjen sumakväxter. Inga underarter finns listade i Catalogue of Life.